# Charles Lyell (homme politique)
Pour les articles homonymes, voir Charles Lyell.
Charles Henry Lyell, né à Londres le 18 mai 1875 et mort à Washington, D.C. le 18 octobre 1918, est un militaire et homme politique britannique.

## Biographie
Il est l'aîné des trois enfants, et le seul fils, de Leonard Lyell, parlementaire libéral des îles Orkney et Shetland à la Chambre des communes de 1885 à 1900. Il est par ailleurs le petit-neveu du géologue Charles Lyell. La famille Lyell appartient à la landed gentry (les lairds) du Forfarshire dans l'est de l'Écosse. Il est éduqué au collège d'Eton, comme bon nombre de garçons de familles fortunées, puis étudie au New College de l'université d'Oxford. Après ses études il passe un temps dans le settlement movement d'Oxford House à Bethnal Green, mouvement philanthropique où des jeunes hommes de milieu aisé cohabitent avec des pauvres pour les aider. Il est réserviste volontaire d'artillerie dans l'armée britannique à partir de 1900,.
Il entre à son tour à la Chambre des communes en étant élu MP de East Dorset à l'occasion d'une élection partielle en mars 1904, sous l'étiquette du Parti libéral. Remarqué pour son éloquence, il est réélu lors des élections générales de 1906 qui confèrent une large majorité aux libéraux. Il devient secrétaire parlementaire privé de Sir Edward Grey, le ministre des Affaires étrangères. Aux élections de janvier 1910, plutôt que briguer un nouveau mandat dans le Dorset, il se présente sans succès dans la circonscription d'Edinburgh West. Il réintègre toutefois le Parlement en remportant une élection partielle à Edinburgh South en avril. En février 1911, il devient secrétaire parlementaire privé du Premier ministre, Herbert Asquith.

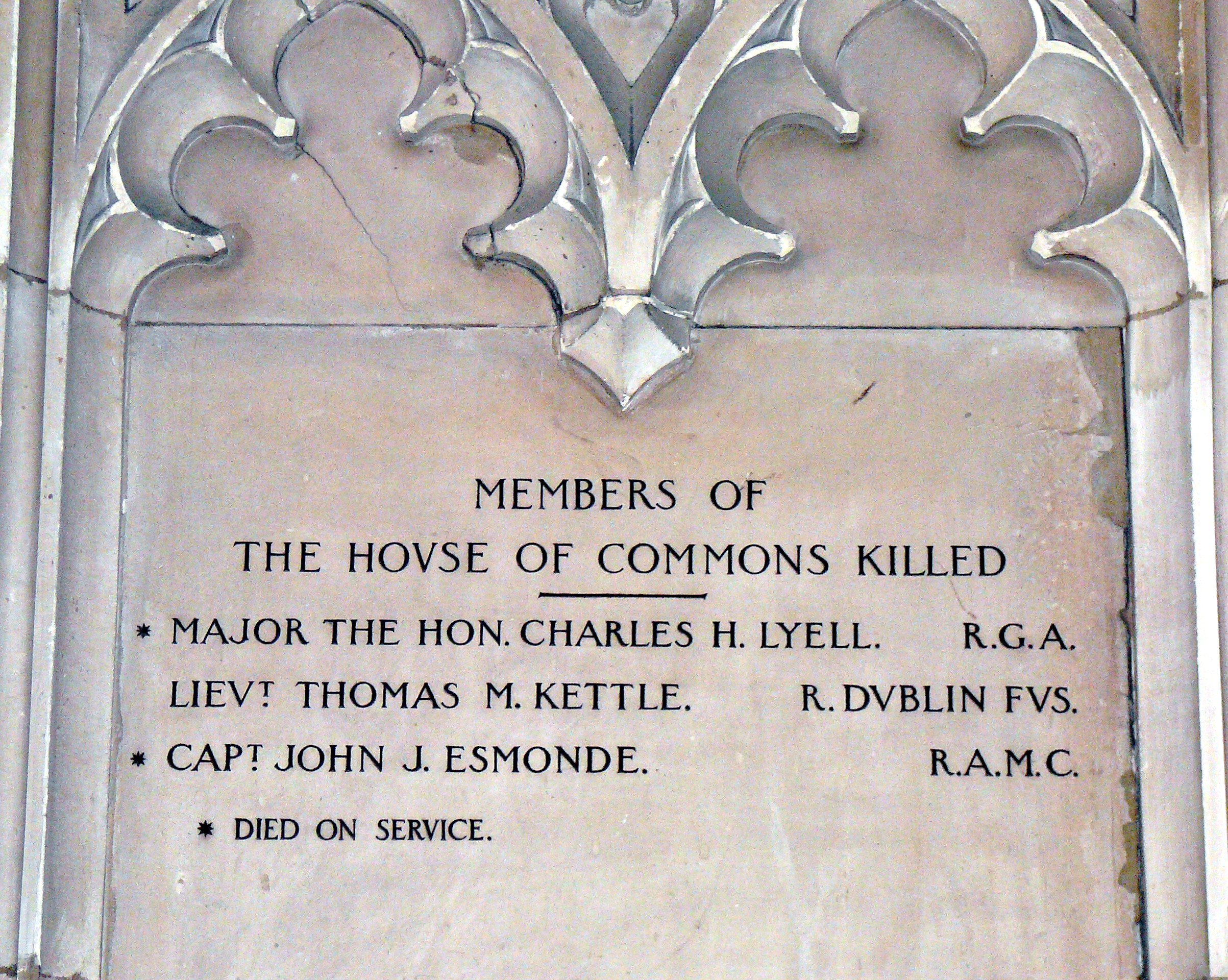
Mémorial dans le palais de Westminster pour trois parlementaires victimes de la Guerre : Charles Lyell, Tom Kettle (tué au combat) et John Esmonde (médecin dans l'armée, mort de pneumonie et d'épuisement).

À l'entame de la Première Guerre mondiale, il est fait capitaine dans la Royal Garrison Artillery, branche du Régiment royal d'artillerie. En avril 1915 il est promu major et envoyé en France pour commander le 1er bataillon d'artillerie lourde des Highlands. En novembre 1916 il est grièvement brûlé au visage et aux mains lors d'une explosion accidentelle alors qu'il incinère un surplus de cordite, et doit être hospitalisé. Il retourne au front en mars 1917. En mai, il démissionne de la Chambre des communes, n'y ayant pas pris la parole depuis août 1914. Il participe à la bataille de Passchendaele, à la suite de laquelle il est nommé attaché militaire assistant à l'ambassade du Royaume-Uni à Washington en décembre. Il meurt subitement en octobre 1918 de l'épidémie de grippe espagnole qui frappe alors les États-Unis. Il laisse une fille et un fils. Il est inhumé au cimetière national d'Arlington,,. Il est l'un des quarante-trois parlementaires britanniques morts durant la Guerre et commémorés par un mémorial à Westminster Hall, dans l'enceinte du palais de Westminster où siège le Parlement. Son fils, Charles Antony, membre des Scots Guards durant la Seconde Guerre mondiale, sera tué au combat en Afrique du nord en avril 1943 et décoré à titre posthume de la croix de Victoria.